# Captive Hearts
Captive Hearts (とらわれの身の上, Toraware no mi no ue) est un shôjo manga écrit et dessiné par Matsuri Hino. Il est prépublié entre 1999 et 2002 dans le magazine LaLa, et compilé en cinq volumes reliés par Hakusensha. La version française est publiée en intégralité par Panini Manga.

## Synopsis
La famille Kôgami possède des serviteurs de génération en génération, les Kuroishi. Ces derniers sont affublés d'une malédiction qui les obligent à servir les Kôgami sur 100 générations. À la suite d'une expédition en Chine, toute la famille des Kôgami disparaît, laissant Megumi Kuroishi et son père hériter de tous les biens de leurs défunts maîtres. Tout bascule le jour où le père de Megumi lui annonce qu’il a fini par retrouver Suzuka, la fille de leurs maîtres. Megumi va maintenant profiter de son héritage familial : la servitude.